# Wolfforth (Texas)
Wolfforth es una ciudad ubicada en el condado de Lubbock en el estado estadounidense de Texas. En el Censo de 2010 tenía una población de 3670 habitantes y una densidad poblacional de 459,47 personas por km².

## Geografía
Wolfforth se encuentra ubicada en las coordenadas 33°31′1″N 102°0′16″O / 33.51694, -102.00444. Según la Oficina del Censo de los Estados Unidos, Wolfforth tiene una superficie total de 7.99 km², de la cual 7.95 km² corresponden a tierra firme y (0.42%) 0.03 km² es agua.

## Demografía
Según el censo de 2010, había 3670 personas residiendo en Wolfforth. La densidad de población era de 459,47 hab./km². De los 3670 habitantes, Wolfforth estaba compuesto por el 87.25% blancos, el 2.64% eran afroamericanos, el 0.46% eran amerindios, el 0.98% eran asiáticos, el 0.03% eran isleños del Pacífico, el 5.69% eran de otras razas y el 2.94% pertenecían a dos o más razas. Del total de la población el 26.32% eran hispanos o latinos de cualquier raza.